# Pierre Curie
Pierre Curie (n. 15 mai 1859, Paris, Franța – d. 19 aprilie 1906, Paris, Franța) a fost un fizician francez, pionier în studiul radioactivității, laureat (împreună cu Antoine Henri Becquerel și Marie Curie) al Premiului Nobel pentru Fizică în 1903.
Printre alte contribuții științifice remarcabile, Pierre Currie a descoperit, împreună cu fratele său, Jacques Curie, efectul piezoelectric, în 1880.

## Motivația juriului Nobel
„ca apreciere pentru serviciile extraordinare oferite prin studiile asupra fenomenului radiației descoperit de profesorul Henri Becquerel.”

## Date biografice
Tatăl său, Eugen Curie, era un medic generalist interesat de asemenea de cercetare. Încă din copilărie, Pierre încerca să explice fenomenele cu care se întâlnea zilnic. La 16 ani și-a luat bacalaureatul și la 18 ani licența. De la 19 ani a fost luat ca preparator la Sorbona, astfel încât a putut să se dedice cercetării științifice. Împreună cu profesorul Desains a studiat lungimile de undă ale radiaților calorice, iar împreună cu fratele său mai mare, Jacques, a descoperit efectul piezoelectric. În 1882, Pierre a părăsit Sorbona pentru a deveni șef de lucrări la Școala de fizică și chimie din Paris. Și-a dat teza de doctorat din cercetările asupra magnetismului.